# Campeonato Brasileiro de Rugby XV
O Campeonato Brasileiro de Rugby ou usualmente Brasileiro de Rugby XV é o principal torneio de Rugby Union do Brasil, disputado anualmente para definir o campeão maior da modalidade no país. Promovido pela CBRu, é organizado desde 1964, sendo um dos torneios nacionais mais antigos do país ainda sendo disputado.
O primeiro campeão nacional de Rugby foi o  SPAC, tradicional clube paulistano, fundado em 1888 que foi também campeão no Futebol e é o maior campeão do campeonato na atualidade.

## História
O rugby foi introduzido no Brasil também por Charles Müller, figura conhecida nacionalmente por ter introduzido o futebol no país. O primeiro clube de rugby a ser fundado no país teria sido o Clube Brasileiro de Futebol Rugby no Rio de Janeiro em 1891. O Rugby criou alicerce nos estados de Rio de Janeiro e São Paulo, onde foram disputados os primeiros campeonatos de clubes, sendo que as seleções desses dois estados começaram na Década de 20 a disputar um torneio chamado The Beilby Alston Rugby Cup, primeiro torneio chamado de Campeonato Brasileiro(entre seleções, como na Argentina) do país, que foi disputado até 1983.
Em 1964 foi criado o primeiro campeonato nacional de clubes, o Torneio Aberto de Rugby, contando com 10 clubes, sendo 9 de do Estado de São Paulo mais 1 do Estado do Rio de Janeiro. A competição foi criada após a fundação da União de Rugby do Brasil e se centrava nos dois núcleos de prática da modalidade na época. As equipes participantes naquela primeira edição foram:
Divisão de Elite
- São Paulo Barbarians R.F.C.,  Club Universitário Paulista CUSP (depois FUPE), Rio Cricket e SPAC.

2.º Escalão
- Círculo Argentino, Mackenzie Rugby, Medicina USP, Pasteur e SPAC (Time B).

3.º Escalão
- Colégio São Bento, Escola Técnica Federal, Mackenzie Rugby (Time B), Medicina USP (Time B) e Pasteur (Time B).

Em 1977 o Campeonato Paulista de Rugby foi criado distinguindo-se do campeonato nacional, que assumiu o nome de Torneio Aberto Brasileiro. Além de equipes paulistas, o campeonato contou com três clubes fluminenses: Niterói, Guanabara Rugby, Rio Rugby F.C..
O primeiro clube de fora do eixo Rio-São Paulo a disputar o campeonato foi o Curitiba em 1983. Outra equipe de fora do eixo só foi entrar em 1996, o Desterro Rugby Clube de Santa Catarina, que foi campeão no seu ano de estreia quebrando um tabu histórico de títulos apenas de Rio-São Paulo.

### Nome
Nascido como Torneio Aberto do Brasil, o torneio atualmente é oficialmente chamado de Campeonato Brasileiro de Rugby XV.

## Títulos
O estado de São Paulo é o berço do Rugby no país, e ainda hoje ainda é o centro com quase metade dos praticantes da modalidade no país. Com isso, o estado dominou o Campeonato Brasileiro vencendo 45 das 56 edições do torneio. Os maiores campeões são o SPAC, um dos poucos remanescentes da primeira década do torneio, e o São José que dominou o campeonato nos últimos 15 anos.
| Clube                       | Títulos                                                                            |
| --------------------------- | ---------------------------------------------------------------------------------- |
| SPAC                        | 13 (1964, 1965, 1966, 1967, 1968, 1969, 1974, 1975, 1976, 1977, 1978, 1999 e 2013) |
| São José                    | 10 (2002, 2003, 2004, 2007, 2008, 2010, 2011, 2012, 2015 e 2019)                   |
| Alphaville                  | 7 (1980, 1982, 1983, 1985, 1989, 1991 e 1992)                                      |
| Niterói                     | 6 (1976, 1979, 1983, 1984, 1986 e 1990)                                            |
| Bandeirantes                | 4 (1988, 1995, 2001 e 2009)                                                        |
| Rio Branco                  | 4 (1993, 1997, 1998 e 2006)                                                        |
| Pasteur                     | 3 (1987, 1994 e 2023)                                                              |
| Desterro                    | 3 (1996, 2000 e 2005)                                                              |
| Jacareí                     | 2 (2017 e 2024)                                                                    |
| Curitiba                    | 2 (2014 e 2016)                                                                    |
| Poli                        | 2 (2018 e 2022)                                                                    |
| Medicina USP                | 2 (1973 e 1981)                                                                    |
| São Paulo Barbarians R.F.C. | 2 (1970 e 1971)                                                                    |
| FUPE                        | 1 (1972)                                                                           |

### Títulos por unidade federativa
Até hoje, quatro unidades federativas apenas tiveram clubes campeões do torneio nacional, todos no eixo Sul-Sudeste.
| Unidade Federativa | Clubes | Títulos |
| ------------------ | ------ | ------- |
| São Paulo          | 11     | 49      |
| Rio de Janeiro     | 1      | 6       |
| Santa Catarina     | 1      | 3       |
| Paraná             | 1      | 2       |

### Sequências de títulos
| Sequência    | Clube         | Títulos                            |
| ------------ | ------------- | ---------------------------------- |
| Hexacampeão  | SPAC          | 1964, 1965, 1966, 1967, 1968, 1969 |
| Pentacampeão | SPAC          | 1974, 1975, 1976, 1977, 1978       |
| Tricampeão   | São José (2x) | 2002, 2003, 2004                   |
| Tricampeão   | São José (2x) | 2010, 2011, 2012                   |

Além disso, foram bicampeões: Alphaville (1982, 1983) e (1991, 1992); Niterói (1983, 1984); Rio Branco (1997, 1998); São José (2007, 2008); São Paulo Barbarians (1970, 1971).

## Divisões de Acesso

### Taça Tupi
Atualmente, a pirâmide do Campeonato Brasileiro é composta de duas divisões, que funcionam em sistema de acesso e rebaixamento. A segunda divisão é atualmente a Taça Tupi ou Série B, que depois da extinção da Copa do Brasil, voltou a ser disputada e a competição de 2.º nível do país. Contou em sua última edição com 23 equipes, de estados do eixo Sul-Sudeste do país, com exceção única ao Espírito Santo. O campeão da Taça Tupi sobe diretamente para a primeira divisão, enquanto o seu vice-campeão disputa um repescagem contra o penúltimo colocado da primeira divisão.

### Copa do Brasil de Rugby
A Copa do Brasil de Rugby foi um campeonato de Rugby disputado anualmente e extinto na temporada de 2014, onde todos os campeões regionais brasileiros se enfrentavam em sistema eliminatório, semelhante à Copa do Brasil de Futebol. Os vencedores do torneio recebiam o direito de disputar o Campeonato Brasileiro de Rugby, tornando a Copa equivalente a uma segunda divisão. A possibilidade de um campeão regional vencer a Copa do Brasil abria a chance do Campeonato Brasileiro ser disputado por clubes de todas regiões do país, o que acabou não acontecendo, já que clubes das regiões Norte e Centro-Oeste, regiões que nunca tiveram clubes na primeira divisão, não venceram o torneio.